# Novgorodská oblast
Novgorodská oblast (rusky Новгоро́дская о́бласть) je jednou z oblastí Ruské federace a nachází se v její severozápadní části. Na 54 501 km² (z toho 1,5 % vody) zde žije přibližně 567 tisíc obyvatel, průměrná hustota osídlení je tak jen 10,4 os./km². Hlavním městem oblasti je Veliký Novgorod (rusky Вели́кий Но́вгород).
V oblasti je rozvinutý chemický, dřevozpracující, strojírenský, metalurgický, elektronický a papírenský průmysl. Oblastí prochází silnice a železnice spojující Moskvu a Petrohrad. Důležitou roli hraje také turismus. Ve městě Novgorod se nachází mnoho památek zapsaných na seznamu světového dědictví UNESCO. Historicky významným městem je také lázeňské město Staraja Russa.
Do budoucna se uvažuje o přičlenění sousední Pskovské oblasti k Novgorodské.[kdy?][zdroj?]

## Historie
Veliký Novgorod byl v 10. století druhým nejvýznamnějším městem Kyjevské Rusi, ve 12. století centrem Novgorodské republiky. 
Novgorodská oblast byla vyhlášena 5. července 1944.

## Oblastní symboly

### Vlajka
Vlajka Novgorodské oblasti je tvořena listem o poměru stran 2:3, se třemi svislými pruhy: modrým, bílým a červeným o poměru šířek 1:2:1. Uprostřed bílého pruhu je umístěn štít se znakem oblasti. Šířka štítu odpovídá ¼ délky listu.

## Geografie
Oblast sousedí na severozápadě a severu s Leningradskou, na východě s Vologdskou, na jihovýchodě a jihu s Tverskou a na jihozápadě s Pskovskou oblastí.
V západní části oblasti jsou nížiny kolem Ilmeňského jezero, zatímco ve východní část se nachází Valdajská vrchovina.

## Obyvatelstvo
Hlavní etnika (stav 2002):
- Rusové (93,92 %)
- Ukrajinci (1,50 %)
- Bělorusové (0,76 %)
- Romové (0,49 %)
- Tataři (0,30 %)
- Arméni (0,289 %)
- Ázerbájdžánci (0,23 %)
- Čečenci (0,15 %)
- Němci (0,15 %)

Velká města (stav 2008):
- Veliký Novgorod 216 200
- Boroviči 56 100
- Staraja Russa 33 300
- Valdaj 17 300
- Čudovo 16 400